# Хшонстовиці (Вадовицький повіт)
Хшонстовиці (пол. Chrząstowice) — село в Польщі, у гміні Бжезьниця Вадовицького повіту Малопольського воєводства.
Населення — 441 особа (2011).

## Історія
У 1975-1998 роках село належало до Бельського воєводства, підпорядковувалося районній адміністрації у Вадовицях.

## Демографія
Демографічна структура станом на 31 березня 2011 року:
|          | Загалом | Допрацездатний вік | Працездатний вік | Постпрацездатний вік |
| -------- | ------- | ------------------ | ---------------- | -------------------- |
| Чоловіки | 217     | 34                 | 167              | 16                   |
| Жінки    | 224     | 40                 | 138              | 46                   |
| Разом    | 441     | 74                 | 305              | 62                   |